# John Brack
Pour les articles homonymes, voir Brack.
John Brack (10 mai 1920 - 11 février 1999) est un peintre australien, membre du groupe des Antipodeans (en).
Selon un critique, les premiers travaux de l'artiste montrent la particularité de son temps « avec plus de force et succinctement que n'importe quel artiste australien avant, ou depuis. Brack a forgé une iconographie d'une décennie sur toile aussi finement que Barry Humphries l'a fait sur scène ».